# دين كامينغز
دين كامينغز (بالإنجليزية: Dean Cummings)‏ هو لاعب كرة قدم بريطاني، ولد في 30 مارس 1993 في اسكتلندا في المملكة المتحدة. لعب مع نادي فالكيرك.

## وصلات خارجية
- دين كامينغز على موقع قاعدة بيانات كرة القدم.إي يو (الإنجليزية)
- دين كامينغز على موقع Soccerbase.com (لاعب) (الإنجليزية)
- دين كامينغز على موقع Soccerway.com (الإنجليزية)